# Athies-sous-Laon
Athies-sous-Laon és un municipi francès situat al departament de l'Aisne i a la regió dels Alts de França. L'any 2007 tenia 2.307 habitants.

## Demografia

### Població
El 2007 la població de fet d'Athies-sous-Laon era de 2.307 persones. Hi havia 914 famílies de les quals 198 eren unipersonals (67 homes vivint sols i 131 dones vivint soles), 322 parelles sense fills, 334 parelles amb fills i 60 famílies monoparentals amb fills.
La població ha evolucionat segons el següent gràfic:
Habitants censats

### Habitatges
El 2007 hi havia 962 habitatges, 925 eren l'habitatge principal de la família, 6 eren segones residències i 31 estaven desocupats. 934 eren cases i 26 eren apartaments. Dels 925 habitatges principals, 709 estaven ocupats pels seus propietaris, 182 estaven llogats i ocupats pels llogaters i 35 estaven cedits a títol gratuït; 3 tenien una cambra, 32 en tenien dues, 108 en tenien tres, 307 en tenien quatre i 475 en tenien cinc o més. 699 habitatges disposaven pel capbaix d'una plaça de pàrquing. A 410 habitatges hi havia un automòbil i a 430 n'hi havia dos o més.

### Piràmide de població
La piràmide de població per edats i sexe el 2009 era:
| Homes | Edats   | Dones |
| ----- | ------- | ----- |
| 0     | 95 o +  | 4     |
| 0     | 90 a 94 | 8     |
| 4     | 85 a 89 | 20    |
| 4     | 80 a 84 | 4     |
| 32    | 75 a 79 | 28    |
| 40    | 70 a 74 | 56    |
| 60    | 65 a 69 | 48    |
| 76    | 60 a 64 | 76    |
| 52    | 55 a 59 | 68    |
| 56    | 50 a 54 | 72    |
| 108   | 45 a 49 | 92    |
| 108   | 40 a 44 | 96    |
| 72    | 35 a 39 | 72    |
| 56    | 30 a 34 | 92    |
| 32    | 25 a 29 | 48    |
| 76    | 20 a 24 | 36    |
| 80    | 15 a 19 | 92    |
| 76    | 10 a 14 | 80    |
| 44    | 5 a 9   | 96    |
| 36    | 0 a 4   | 52    |

## Economia
El 2007 la població en edat de treballar era de 1.493 persones, 1.106 eren actives i 387 eren inactives. De les 1.106 persones actives 996 estaven ocupades (516 homes i 480 dones) i 110 estaven aturades (65 homes i 45 dones). De les 387 persones inactives 151 estaven jubilades, 126 estaven estudiant i 110 estaven classificades com a «altres inactius».

### Ingressos
El 2009 a Athies-sous-Laon hi havia 981 unitats fiscals que integraven 2.510 persones, la mediana anual d'ingressos fiscals per persona era de 18.589 €.

### Activitats econòmiques
Dels 73 establiments que hi havia el 2007, 4 eren d'empreses alimentàries, 2 d'empreses de fabricació d'altres productes industrials, 17 d'empreses de construcció, 13 d'empreses de comerç i reparació d'automòbils, 6 d'empreses de transport, 5 d'empreses d'hostatgeria i restauració, 1 d'una empresa d'informació i comunicació, 4 d'empreses immobiliàries, 7 d'empreses de serveis, 11 d'entitats de l'administració pública i 3 d'empreses classificades com a «altres activitats de serveis».
Dels 27 establiments de servei als particulars que hi havia el 2009, 1 era una oficina de correu, 3 tallers de reparació d'automòbils i de material agrícola, 1 taller d'inspecció tècnica de vehicles, 1 autoescola, 4 paletes, 1 guixaire pintor, 1 fusteria, 5 lampisteries, 2 electricistes, 1 empresa de construcció, 1 perruqueria, 5 restaurants i 1 saló de bellesa.
Dels 9 establiments comercials que hi havia el 2009, 1 era una botiga de més de 120 m², 2 fleques, 2 carnisseries, 1 una peixateria, 1 una botiga de mobles i 2 floristeries.
L'any 2000 a Athies-sous-Laon hi havia 9 explotacions agrícoles.

## Equipaments sanitaris i escolars
L'únic equipament sanitari que hi havia el 2009 era una farmàcia.
El 2009 hi havia 1 escola maternal i 1 escola elemental.

## Poblacions més properes
El següent diagrama mostra les poblacions més properes.